# Las Fierbinți
Las Fierbinți este un serial de comedie românesc care a debutat la Pro TV pe data de 1 martie 2012.
Serialul aduce cele mai mari audiențe la Pro TV la fiecare difuzare. A devenit cel mai urmărit serial de comedie din România. Cele mai mari cifre ale serialului sunt la episoadele speciale de 1 Decembrie și Crăciun.

## Distribuția

### Vasile (Gheorghe Ifrim)
Este fostul viceprimar din Las Fierbinți, actualul primar, „il capo di tutti capi”. Vasile Brescan e un caracter profitor. Se preocupă în primul rând de bunăstarea personală și de prestigiul său în sat. Face pe diplomatul și este foarte hotărât să modernizeze satul, să-l aduca la standardele Uniunii Europene, luând o serie întreagă de măsuri mai degrabă ridicole și cel mai adesea „pe contră” cu deciziile luate de fostul primar, Mitică Coman.

### Giani Orlando (Costi Diță)
Personajul este caracterizat de suvița sa și de îmbrăcăminte sport de la firme celebre. Este un „simpatic”, mereu c-o replică deșteaptă pe buze, e tipul care te „face din vorbe” și e chitit, de regulă, pe „combinații”. Urmărește să facă bani și aspiră la statutul de „baștan”, care „să facă pe toată lumea”. Este motivul pentru care uneltește frecvent cu Bobiță, punând la cale diverse planuri de „îmbogățire peste noapte”. O faimoasa replica a lui fiind "Da bravo!".

### Bobiță (Mihai Bobonete)
Este patronul crâșmei locale, Las Fierbinți, și trece drept un sătean cumsecade. În ciuda aerului hâtru, e ferm, hotărât, fără menajamente. Este prieten bun cu Giani, cu care întreprinde acțiuni dubioase.

### Dorel (Mihai Rait Dragomir)
Dorel este un personaj neînfricat. E fratele mai mic al lui Bobiță. Dorel încearca să devină celebru, iar când e pe scenă îi place sa aibă toata atenția.

### Robi (Leonid Doni)
Robert Doroftei este un polițist, tipul de „milițian”, sârguincios și tipicar. E mândru de statutul de unic polițist al comunității, are imboldul de a fi mai suspicios sau mai intransigent decât e cazul. E în elementul lui când se poate adresa grav și moralizator, adoră ocaziile când poate cita din diverse legi. Aplică legea „după capul lui”, iar zelul detectivist îl aduce în situațiile cele mai tâmpite.

### Dalida (Ecaterina Ladin)
Este secretara primăriei,prietena cea mai de seamă a lui Vasile, persoana care știe cum se conduce o primărie. Singura care reusește să-l scoată din toate belelele venite de sus, de la județ. Buna prietenă și sfătuitoare și a lui Robi.

### Gianina (Anca Dumitra)
Este fiica fostului primar, Mitică Coman. Gianina e, fundamental, o „prostuță de la țară”. Fâșneață, dar cam fără minte, dorința ei cea mai arzătoare e să fie admirată în sat asemeni starurilor pe care le vede la televizor. Este și motivul pentru care se gândește la București ca la idealul suprem, nutrind speranța că va putea cândva să-și facă o viață acolo. Prin urmare, principalele ei activități se concentrează pe perfecționarea look-ului, pe găsirea unui „stil” și a unor „maniere”, direct inspirate din emisiunile cu dive.

### Celentano (Adrian Văncică)
Poet, detectiv, mester, inginer, fizician, artist, psiholog, înțelept și sfătuitor. Acesta este Celentano, cel mai cunoscut bețiv din România. Mereu la locul potrivit, se integrează perfect în toate situațiile. O vorbă bună, o pildă sunt lucrurile cu care-și va ajuta mereu consătenii.

### Firicel a lu' Cimpoaie (Cuzin Toma)
Familist convins, ține la nevasta lui și a … celorlalți. Își iubește cei trei patru copii,dar parcă mai mult pe tovarășii de pahar, Celentano și Ardiles. Râsul lui emblematic răsună melodios în întregul Fierbinți.

### Ardiles (Mihai Mărgineanu)
Un sătean oarecare, cel care „urmărește” poveștile și pe care le cântă. Raisonneur-ul serialului, va încheia fiecare episod printr-o „cântare” cu tâlc în primele două sezoane. Este cunoscut ca fiind și hoțul satului, însă sătenii s-au obișnuit cu faptele acestuia. Este și prieten de băutură cu Celentano și Firicel.

### Aspirina (Mirela Oprișor)
Este femeia ușoară din sat. Bărbații din sat merg la ea cu pretextul de a lua diverse leacuri. E bună de pus la rană, orice durere, ea o vindecă.

### Mitică Coman (Radu Gabriel)
Chiar dacă nu mai este primar, rămâne cu reflexul omului de acțiune, chestie care îl va determina să se implice mai departe în treburile satului. În capul lui, rămâne „întemeitorul” micii comunități, un fel de primar „voluntar”, umplându-și timpul cu felurite alternative la inițiativele, mereu dubioase, ale lui Vasile.

### Doru (Iulian Postelnicu)
Este învățătorul satului. Exigent cu elevii, crede în rolul lui de pedagog și consideră că are o mare răspundere „întru educația tineretului de mâine". Este tipicar, pedant, calculat, timorat - profilul școlarului etern, mereu ascultător și atent la reguli. Apare doar în primul sezon.

### Moș Peleus (Horațiu Mălăele)
Este un bătrân mucalit.

### Rapidoaica (Maia Morgenstern)
Este o sportivă retrasă, abuzată, întristată de viața la țară, cu dureri și tristeți neîmpăcate. Și-a ratat o splendidă carieră sportivă și a ajuns îngropată în mediul sătesc. Aproape știutoare, este pricepută la dezlegatul viselor, la rețete culinare și multe altele. În mintea ei, se vede deținătoarea tuturor secretelor și destinelor satului din "Las Fierbinți". Are puteri mistice, dar în același timp este si foarte sentimentală.

### Nicu Rață (Marius Chivu)
Singurul taximetrist din Fierbinți, singurul businessman remarcabil dupa consăteanul Bobiță. Mereu în preajma lui Brânzoi, ai crede că formează o copie a celebrei perechi Bobiță-Giani.

### Brânzoi (Ion Ionuț Ciocia)
Cel mai muncitor din sat. Prieten cu Nicu Rață. Își iubește calul mai mult decât propria soție. El duce alimente primarului. Este probabil unul dintre cei mai bogati din Fierbinti.

### Prefectul (Răzvan Vasilescu)
Este șeful lui Vasile, primarul din sat și de asemenea, (aparent) cel datorită căruia Vasile a ajuns primar. Îl încurajează pe Vasile să fure pentru partid (dar să și facă lucruri mici și neînsemnate pentru comunitate ) și să nu se teamă, că nu va fi arestat "de ai lui". Este probabil unul din oamenii de care Vasile se teme cel mai tare, deși nu ar părea că are vreo intenție în a-l demite pe Vasile, cu toate că i-a menționat că o va face. 
Apare ocazional.

### Pandele (Catalin Babliuc)
Este un personaj caracterizat prin naivitate și un temperament ușor irascibil. Se percepe ca fiind destul de "macho", având tendința de a reacționa impulsiv la orice aluzie făcută la adresa soției sale, fiind gata să sară la bătaie pentru a-și apăra onoarea. Deși are o inimă mare, vulnerabilitatea lui este adesea mascată de o fațadă de duritate. Pandele are și o slăbiciune pentru băutură, care îi complică și mai mult situațiile în care se află.

### Nevasta lui Pandele (Adelina Toma)
Se remarcă prin autoritatea și asprimea sa, fiind menționată de Pandele în dialoguri mai frecvent decât este văzută pe scenă. Domină relația cu Pandele, impunând respect prin control și critici, ceea ce reflectă așteptările sale înalte și generează o dinamică amuzantă. Impactul ei în serial este accentuat chiar și când nu este prezentă fizic, amplificându-i caracterul autoritar.

## Sezoane
| Sezonul | Sezonul | Episoade | Episoade | Premiera TV        | Premiera TV       |
| Sezonul | Sezonul | Episoade | Episoade | Prima transmisie   | Ultima transmisie |
| ------- | ------- | -------- | -------- | ------------------ | ----------------- |
|         | 1       | 14       | 14       | 1 martie 2012      | 31 mai 2012       |
|         | 2       | 12       | 12       | 27 septembrie 2012 | 20 decembrie 2012 |
|         | 3       | 13       | 13       | 28 februarie 2013  | 30 mai 2013       |
|         | 4       | 12       | 12       | 3 octombrie 2013   | 28 noiembrie 2013 |
|         | 5       | 13       | 13       | 13 februarie 2014  | 22 mai 2014       |
|         | 6       | 13       | 13       | 2 octombrie 2014   | 20 noiembrie 2014 |
|         | 7       | 24       | 24       | 11 martie 2015     | 28 mai 2015       |
|         | 8       | 17       | 17       | 17 septembrie 2015 | 25 decembrie 2015 |
|         | 9       | 12       | 12       | 25 februarie 2016  | 12 mai 2016       |
|         | 10      | 13       | 13       | 15 septembrie 2016 | 22 decembrie 2016 |
|         | 11      | 29       | 29       | 22 februarie 2017  | 1 iunie 2017      |
|         | 12      | 27       | 27       | 12 septembrie 2017 | 24 decembrie 2017 |
|         | 13      | 28       | 28       | 27 februarie 2018  | 1 iunie 2018      |
|         | 14      | 27       | 27       | 11 septembrie 2018 | 24 decembrie 2018 |
|         | 15      | 51       | 51       | 29 ianuarie 2019   | 23 mai 2019       |
|         | 16      | 40       | 40       | 10 septembrie 2019 | 24 decembrie 2019 |
|         | 17      | 15       | 15       | 4 februarie 2020   | 23 martie 2020    |
|         | 18      | 34       | 34       | 7 septembrie 2020  | 31 decembrie 2020 |
|         | 19      | 34       | 34       | 2 februarie 2021   | 27 mai 2021       |
|         | 20      | 35       | 35       | 6 septembrie 2021  | 25 decembrie 2021 |
|         | 21      | 39       | 39       | 9 februarie 2022   | 2 iunie 2022      |
|         | 22      | 38       | 38       | 7 septembrie 2022  | 6 decembrie 2022  |
|         | 23      | TBA      | TBA      | 10 februarie 2023  | 26 mai 2023       |
|         | 24      | 40       | 40       | 2023               | 2023              |

## Episoade

### Sezonul 1
| Nr. în serial | Nr. în sezon | Titlu            | Regizat de                       | Scris de      | Data difuzării  |
| ------------- | ------------ | ---------------- | -------------------------------- | ------------- | --------------- |
| 1             | 1            | „Pilot”          | Dragoș Buliga                    | Bogdan Mirică | 1 martie 2012   |
| 2             | 2            | „Alegerile”      | Dragoș Buliga Constantin Popescu | Mimi Brănescu | 8 martie 2012   |
| 3             | 3            | „Falcao”         | Dragoș Buliga Constantin Popescu | Mimi Brănescu | 15 martie 2012  |
| 4             | 4            | „Suedezele”      | Dragoș Buliga Constantin Popescu | Mimi Brănescu | 22 martie 2012  |
| 5             | 5            | „În copac”       | Dragoș Buliga Constantin Popescu | Mimi Brănescu | 29 martie 2012  |
| 6             | 6            | „Miss Fierbinți” | Dragoș Buliga Constantin Popescu | Mimi Brănescu | 5 aprilie 2012  |
| 7             | 7            | „Aspirina”       | Dragoș Buliga Constantin Popescu | Mimi Brănescu | 12 aprilie 2012 |
| 8             | 8            | „Nunta”          | Dragoș Buliga Constantin Popescu | Mimi Brănescu | 19 aprilie 2012 |
| 9             | 9            | „Prefectul”      | Dragoș Buliga Constantin Popescu | Mimi Brănescu | 26 aprilie 2012 |
| 10            | 10           | „Digul”          | Dragoș Buliga Constantin Popescu | Mimi Brănescu | 3 mai 2012      |
| 11            | 11           | „Sexolette”      | Dragoș Buliga Constantin Popescu | Mimi Brănescu | 10 mai 2012     |
| 12            | 12           | „Fuoco”          | Dragoș Buliga Constantin Popescu | Mimi Brănescu | 17 mai 2012     |
| 13            | 13           | „Ciupacapra”     | Dragoș Buliga Constantin Popescu | Mimi Brănescu | 24 mai 2012     |
| 14            | 14           | „Recordul”       | Dragoș Buliga Constantin Popescu | Mimi Brănescu | 31 mai 2012     |

### Sezonul 2
| Nr. în serial | Nr. în sezon | Titlu                | Regizat de    | Scris de      | Data difuzării     |
| ------------- | ------------ | -------------------- | ------------- | ------------- | ------------------ |
| 15            | 1            | „Nunta”              | Dragoș Buliga | Mimi Brănescu | 27 septembrie 2012 |
| 16            | 2            | „Codu lui Davinciu”  | Dragoș Buliga | Mimi Brănescu | 27 septembrie 2012 |
| 17            | 3            | „Comisarul european” | Dragoș Buliga | Mimi Brănescu | 4 octombrie 2012   |
| 18            | 4            | „Dinamul”            | Dragoș Buliga | Mimi Brănescu | 11 octombrie 2012  |
| 19            | 5            | „Amigo”              | Dragoș Buliga | Mimi Brănescu | 18 octombrie 2012  |
| 20            | 6            | „Nimfele”            | Dragoș Buliga | Mimi Brănescu | 25 octombrie 2012  |
| 21            | 7            | „Tabloul”            | Dragoș Buliga | Mimi Brănescu | 1 noiembrie 2012   |
| 22            | 8            | „Amantul”            | Dragoș Buliga | Mimi Brănescu | 15 noiembrie 2012  |
| 23            | 9            | „6 din 49”           | Dragoș Buliga | Mimi Brănescu | 22 noiembrie 2012  |
| 24            | 10           | „Visul”              | Dragoș Buliga | Mimi Brănescu | 29 noiembrie 2012  |
| 25            | 11           | „America”            | Dragoș Buliga | Mimi Brănescu | 13 decembrie 2012  |
| 26            | 12           | „Moș Crăciun”        | Dragoș Buliga | Mimi Brănescu | 20 decembrie 2012  |

### Sezonul 3
| Nr. în serial | Nr. în sezon | Titlu                    | Regizat de    | Scris de      | Data difuzării    |
| ------------- | ------------ | ------------------------ | ------------- | ------------- | ----------------- |
| 27            | 1            | „Turcul”                 | Dragoș Buliga | Mimi Brănescu | 28 februarie 2013 |
| 28            | 2            | „Biblioteconomul”        | Dragoș Buliga | Mimi Brănescu | 7 martie 2013     |
| 29            | 3            | „Principele”             | Dragoș Buliga | Mimi Brănescu | 21 martie 2013    |
| 30            | 4            | „Berzele”                | Dragoș Buliga | Mimi Brănescu | 28 martie 2013    |
| 31            | 5            | „Detectorul de minciuni” | Dragoș Buliga | Mimi Brănescu | 4 aprilie 2013    |
| 32            | 6            | „Statuia”                | Dragoș Buliga | Mimi Brănescu | 11 aprilie 2013   |
| 33            | 7            | „Botezul”                | Dragoș Buliga | Mimi Brănescu | 18 aprilie 2013   |
| 34            | 8            | „Baroneasa”              | Dragoș Buliga | Mimi Brănescu | 25 aprilie 2013   |
| 35            | 9            | „Ursul”                  | Dragoș Buliga | Mimi Brănescu | 2 mai 2013        |
| 36            | 10           | „Gelu”                   | Dragoș Buliga | Mimi Brănescu | 9 mai 2013        |
| 37            | 11           | „Asigurarea”             | Dragoș Buliga | Mimi Brănescu | 16 mai 2013       |
| 38            | 12           | „Autostrada”             | Dragoș Buliga | Mimi Brănescu | 23 mai 2013       |
| 39            | 13           | „Ziua lui Robi”          | Dragoș Buliga | Mimi Brănescu | 30 mai 2013       |

### Sezonul 4
| Nr. în serial | Nr. în sezon | Titlu                      | Regizat de    | Scris de      | Data difuzării    |
| ------------- | ------------ | -------------------------- | ------------- | ------------- | ----------------- |
| 40            | 1            | „Vinetele”                 | Dragoș Buliga | Mimi Brănescu | 3 octombrie 2013  |
| 41            | 2            | „Aspirina e gravidă (1)”   | Dragoș Buliga | Mimi Brănescu | 10 octombrie 2013 |
| 42            | 3            | „Aspirina e gravidă (2)”   | Dragoș Buliga | Mimi Brănescu | 10 octombrie 2013 |
| 43            | 4            | „Dalida primăreasă (1)”    | Dragoș Buliga | Mimi Brănescu | 17 octombrie 2013 |
| 44            | 5            | „Dalida primăreasă (2)”    | Dragoș Buliga | Mimi Brănescu | 17 octombrie 2013 |
| 45            | 6            | „Giani și familia lui (1)” | Dragoș Buliga | Mimi Brănescu | 24 octombrie 2013 |
| 46            | 7            | „Giani și familia lui (2)” | Dragoș Buliga | Mimi Brănescu | 24 octombrie 2013 |
| 47            | 8            | „Tatuajul”                 | Dragoș Buliga | Mimi Brănescu | 14 noiembrie 2013 |
| 48            | 9            | „Rodion”                   | Dragoș Buliga | Mimi Brănescu | 14 noiembrie 2013 |
| 49            | 10           | „Partidul comunist”        | Dragoș Buliga | Mimi Brănescu | 21 noiembrie 2013 |
| 50            | 11           | „Regele fitness-ului”      | Dragoș Buliga | Mimi Brănescu | 21 noiembrie 2013 |
| 51            | 12           | „Getuța”                   | Dragoș Buliga | Mimi Brănescu | 28 noiembrie 2013 |

### Sezonul 5
| Nr. în serial | Nr. în sezon | Titlu                     | Regizat de    | Scris de      | Data difuzării    |
| ------------- | ------------ | ------------------------- | ------------- | ------------- | ----------------- |
| 52            | 1            | „Mafiotul”                | Dragoș Buliga | Mimi Brănescu | 13 februarie 2014 |
| 53            | 2            | „Coloana infinitului”     | Dragoș Buliga | Mimi Brănescu | 20 februarie 2014 |
| 54            | 3            | „Semaforul”               | Dragoș Buliga | Mimi Brănescu | 27 februarie 2014 |
| 55            | 4            | „Împrumutul”              | Dragoș Buliga | Mimi Brănescu | 6 martie 2014     |
| 56            | 5            | „Concursul de dans”       | Dragoș Buliga | Mimi Brănescu | 13 martie 2014    |
| 57            | 6            | „Schimb de neveste”       | Dragoș Buliga | Mimi Brănescu | 20 martie 2014    |
| 58            | 7            | „Ardiles îndrăgostit (1)” | Dragoș Buliga | Mimi Brănescu | 3 aprilie 2014    |
| 59            | 8            | „Ardiles îndrăgostit (2)” | Dragoș Buliga | Mimi Brănescu | 10 aprilie 2014   |
| 60            | 9            | „Femeia care plânge”      | Dragoș Buliga | Mimi Brănescu | 24 aprilie 2014   |
| 61            | 10           | „Poker”                   | Dragoș Buliga | Mimi Brănescu | 1 mai 2014        |
| 62            | 11           | „Giani se însoară”        | Dragoș Buliga | Mimi Brănescu | 8 mai 2014        |
| 63            | 12           | „Vasile e demis”          | Dragoș Buliga | Mimi Brănescu | 15 mai 2014       |
| 64            | 13           | „Artă abstractă”          | Dragoș Buliga | Mimi Brănescu | 22 mai 2014       |

### Sezonul 6
| Nr. în serial | Nr. în sezon | Titlu                           | Regizat de    | Scris de      | Data difuzării    |
| ------------- | ------------ | ------------------------------- | ------------- | ------------- | ----------------- |
| 65            | 1            | „Hildegun”                      | Dragoș Buliga | Mimi Brănescu | 2 octombrie 2014  |
| 66            | 2            | „Italianul”                     | Dragoș Buliga | Mimi Brănescu | 2 octombrie 2014  |
| 67            | 3            | „Milionarul (1)”                | Dragoș Buliga | Mimi Brănescu | 9 octombrie 2014  |
| 68            | 4            | „Milionarul (2)”                | Dragoș Buliga | Mimi Brănescu | 9 octombrie 2014  |
| 69            | 5            | „Celentano îndrăgostit”         | Dragoș Buliga | Mimi Brănescu | 16 octombrie 2014 |
| 70            | 6            | „Swingerii”                     | Dragoș Buliga | Mimi Brănescu | 16 octombrie 2014 |
| 71            | 7            | „Iluminati (1)”                 | Dragoș Buliga | Mimi Brănescu | 23 octombrie 2014 |
| 72            | 8            | „Iluminati (2)”                 | Dragoș Buliga | Mimi Brănescu | 23 octombrie 2014 |
| 73            | 9            | „Robi pleacă în Dubai”          | Dragoș Buliga | Mimi Brănescu | 30 octombrie 2014 |
| 74            | 10           | „Veganii”                       | Dragoș Buliga | Mimi Brănescu | 6 noiembrie 2014  |
| 75            | 11           | „Barul, Bancul si Escroaca (1)” | Dragoș Buliga | Mimi Brănescu | 13 noiembrie 2014 |
| 76            | 12           | „Barul, Bancul si Escroaca (2)” | Dragoș Buliga | Mimi Brănescu | 13 noiembrie 2014 |
| 77            | 13           | „Duelul Giani vs Robi”          | Dragoș Buliga | Mimi Brănescu | 20 noiembrie 2014 |

### Sezonul 7
| Nr. în serial | Nr. în sezon | Titlu                  | Regizat de    | Scris de      | Data difuzării  |
| ------------- | ------------ | ---------------------- | ------------- | ------------- | --------------- |
| 78            | 1            | „Minunea (1)”          | Dragoș Buliga | Mimi Brănescu | 11 martie 2015  |
| 79            | 2            | „Minunea (2)”          | Dragoș Buliga | Mimi Brănescu | 12 martie 2015  |
| 80            | 3            | „Clarvăzătoarea (1)”   | Dragoș Buliga | Mimi Brănescu | 18 martie 2015  |
| 81            | 4            | „Clarvăzătoarea (2)”   | Dragoș Buliga | Mimi Brănescu | 19 martie 2015  |
| 82            | 5            | „Dorel e "ghei" ? (1)” | Dragoș Buliga | Mimi Brănescu | 25 martie 2015  |
| 83            | 6            | „Dorel e "ghei" ? (2)” | Dragoș Buliga | Mimi Brănescu | 26 martie 2015  |
| 84            | 7            | „Stand-up (1)”         | Dragoș Buliga | Mimi Brănescu | 31 martie 2015  |
| 85            | 8            | „Stand-up (2)”         | Dragoș Buliga | Mimi Brănescu | 1 aprilie 2015  |
| 86            | 9            | „Crima (1)”            | Dragoș Buliga | Mimi Brănescu | 8 aprilie 2015  |
| 87            | 10           | „Crima (2)”            | Dragoș Buliga | Mimi Brănescu | 9 aprilie 2015  |
| 88            | 11           | „Vărul Aurel (1)”      | Dragoș Buliga | Mimi Brănescu | 15 aprilie 2015 |
| 89            | 12           | „Vărul Aurel (2)”      | Dragoș Buliga | Mimi Brănescu | 16 aprilie 2015 |
| 90            | 13           | „Giani milionar (1)”   | Dragoș Buliga | Mimi Brănescu | 22 aprilie 2015 |
| 91            | 14           | „Giani milionar (2)”   | Dragoș Buliga | Mimi Brănescu | 23 aprilie 2015 |
| 92            | 15           | „Gianina studentă (1)” | Dragoș Buliga | Mimi Brănescu | 29 aprilie 2015 |
| 93            | 16           | „Gianina studentă (2)” | Dragoș Buliga | Mimi Brănescu | 30 aprilie 2015 |
| 94            | 17           | „Tombola (1)”          | Dragoș Buliga | Mimi Brănescu | 6 mai 2015      |
| 95            | 18           | „Tombola (2)”          | Dragoș Buliga | Mimi Brănescu | 7 mai 2015      |
| 96            | 19           | „Efbiaiu' (1)”         | Dragoș Buliga | Mimi Brănescu | 13 mai 2015     |
| 97            | 20           | „Efbiaiu' (2)”         | Dragoș Buliga | Mimi Brănescu | 14 mai 2015     |
| 98            | 21           | „A șaptea artă (1)”    | Dragoș Buliga | Mimi Brănescu | 20 mai 2015     |
| 99            | 22           | „A șaptea artă (2)”    | Dragoș Buliga | Mimi Brănescu | 21 mai 2015     |
| 100           | 23           | „Vine Iohannis (1)”    | Dragoș Buliga | Mimi Brănescu | 26 mai 2015     |
| 101           | 24           | „Vine Iohannis (2)”    | Dragoș Buliga | Mimi Brănescu | 28 mai 2015     |

### Sezonul 8
| Nr. în serial | Nr. în sezon | Titlu                     | Regizat de    | Scris de      | Data difuzării     |
| ------------- | ------------ | ------------------------- | ------------- | ------------- | ------------------ |
| 102           | 1            | „Vampirul (1)”            | Dragoș Buliga | Mimi Brănescu | 17 septembrie 2015 |
| 103           | 2            | „Vampirul (2)”            | Dragoș Buliga | Mimi Brănescu | 17 septembrie 2015 |
| 104           | 3            | „Japonezii și Fausta (1)” | Dragoș Buliga | Mimi Brănescu | 1 octombrie 2015   |
| 105           | 4            | „Japonezii și Fausta (2)” | Dragoș Buliga | Mimi Brănescu | 1 octombrie 2015   |
| 106           | 5            | „Gianina profesoară (1)”  | Dragoș Buliga | Mimi Brănescu | 8 octombrie 2015   |
| 107           | 6            | „Gianina profesoară (2)”  | Dragoș Buliga | Mimi Brănescu | 8 octombrie 2015   |
| 108           | 7            | „Punctul GE (1)”          | Dragoș Buliga | Mimi Brănescu | 15 octombrie 2015  |
| 109           | 8            | „Punctul GE (2)”          | Dragoș Buliga | Mimi Brănescu | 15 octombrie 2015  |
| 110           | 9            | „TAXI Power (1)”          | Dragoș Buliga | Mimi Brănescu | 22 octombrie 2015  |
| 111           | 10           | „TAXI Power (2)”          | Dragoș Buliga | Mimi Brănescu | 22 octombrie 2015  |
| 112           | 11           | „Felix Tangoh (1)”        | Dragoș Buliga | Mimi Brănescu | 29 octombrie 2015  |
| 113           | 12           | „Felix Tangoh (2)”        | Dragoș Buliga | Mimi Brănescu | 29 octombrie 2015  |
| 114           | 13           | „Agro-golful (1)”         | Dragoș Buliga | Mimi Brănescu | 5 noiembrie 2015   |
| 115           | 14           | „Agro-golful (2)”         | Dragoș Buliga | Mimi Brănescu | 5 noiembrie 2015   |
| 116           | 15           | „Babele și Gigolo (1)”    | Dragoș Buliga | Mimi Brănescu | 12 noiembrie 2015  |
| 117           | 16           | „Babele și Gigolo (2)”    | Dragoș Buliga | Mimi Brănescu | 12 noiembrie 2015  |
| 118           | 17           | „De Crăciun”              | Dragoș Buliga | Mimi Brănescu | 25 decembrie 2015  |

### Sezonul 9
| Nr. în serial | Nr. în sezon | Titlu                      | Regizat de    | Scris de      | Data difuzării    |
| ------------- | ------------ | -------------------------- | ------------- | ------------- | ----------------- |
| 119           | 1            | „Robi Senzualu' (1)”       | Dragoș Buliga | Mimi Brănescu | 25 februarie 2016 |
| 120           | 2            | „Robi Senzualu' (2)”       | Dragoș Buliga | Mimi Brănescu | 25 februarie 2016 |
| 121           | 3            | „Dulapul Aspirinei (1)”    | Dragoș Buliga | Mimi Brănescu | 10 martie 2016    |
| 122           | 4            | „Dulapul Aspirinei (2)”    | Dragoș Buliga | Mimi Brănescu | 17 martie 2016    |
| 123           | 5            | „Colacao (1)”              | Dragoș Buliga | Mimi Brănescu | 24 martie 2016    |
| 124           | 6            | „Colacao (2)”              | Dragoș Buliga | Mimi Brănescu | 31 martie 2016    |
| 125           | 7            | „Calu' Lu' Dorel (1)”      | Dragoș Buliga | Mimi Brănescu | 7 aprilie 2016    |
| 126           | 8            | „Calu' Lu' Dorel (2)”      | Dragoș Buliga | Mimi Brănescu | 14 aprilie 2016   |
| 127           | 9            | „Cetățeanul de onoare (1)” | Dragoș Buliga | Mimi Brănescu | 21 aprilie 2016   |
| 128           | 10           | „Cetățeanul de onoare (2)” | Dragoș Buliga | Mimi Brănescu | 28 aprilie 2016   |
| 129           | 11           | „Ajutor social (1)”        | Dragoș Buliga | Mimi Brănescu | 5 mai 2016        |
| 130           | 12           | „Ajutor social (2)”        | Dragoș Buliga | Mimi Brănescu | 12 mai 2016       |

### Sezonul 10
| Nr. în serial | Nr. în sezon | Titlu                        | Regizat de    | Scris de                      | Data difuzării     |
| ------------- | ------------ | ---------------------------- | ------------- | ----------------------------- | ------------------ |
| 131           | 1            | „Lia, stilul și comoara (1)” | Dragoș Buliga | Iulian Postelnicu             | 15 septembrie 2016 |
| 132           | 2            | „Lia, stilul și comoara (2)” | Dragoș Buliga | Iulian Postelnicu             | 22 septembrie 2016 |
| 133           | 3            | „Antrenorul (1)”             | Dragoș Buliga | Dan Panaet                    | 29 septembrie 2016 |
| 134           | 4            | „Antrenorul (2)”             | Dragoș Buliga | Dan Panaet                    | 6 octombrie 2016   |
| 135           | 5            | „Petrolul”                   | Dragoș Buliga | Dan Panaet                    | 13 octombrie 2016  |
| 136           | 6            | „Harta spre rai”             | Dragoș Buliga | Adrian Văncică                | 27 octombrie 2016  |
| 137           | 7            | „Femei, Femei (1)”           | Dragoș Buliga | Adrian Văncică                | 3 noiembrie 2016   |
| 138           | 8            | „Femei, Femei (2)”           | Dragoș Buliga | Adrian Văncică                | 10 noiembrie 2016  |
| 139           | 9            | „Sinucigașul”                | Dragoș Buliga | Iulian Postelnicu             | 17 noiembrie 2016  |
| 140           | 10           | „Marea Petrecere Națională”  | Dragoș Buliga | Mihai Bobonete Adrian Văncică | 1 decembrie 2016   |
| 141           | 11           | „Angela și Sfântul (1)”      | Dragoș Buliga | Iulian Postelnicu             | 8 decembrie 2016   |
| 142           | 12           | „Angela și Sfântul (2)”      | Dragoș Buliga | Iulian Postelnicu             | 15 decembrie 2016  |
| 143           | 13           | „De Crăciun”                 | Dragoș Buliga | Mihai Bobonete Adrian Văncică | 22 decembrie 2016  |

### Sezonul 11
| Nr. în serial | Nr. în sezon | Titlu                              | Regizat de    | Scris de          | Data difuzării    |
| ------------- | ------------ | ---------------------------------- | ------------- | ----------------- | ----------------- |
| 144           | 1            | „Bună, vrei o gumă? (1)”           | Dragoș Buliga | Adrian Văncică    | 22 februarie 2017 |
| 145           | 2            | „Bună, vrei o gumă? (2)”           | Dragoș Buliga | Adrian Văncică    | 23 februarie 2017 |
| 146           | 3            | „Inventatorii (1)”                 | Dragoș Buliga | Adrian Văncică    | 1 martie 2017     |
| 147           | 4            | „Inventatorii (2)”                 | Dragoș Buliga | Adrian Văncică    | 2 martie 2017     |
| 148           | 5            | „FIFI, dracul și Tatiana (1)”      | Dragoș Buliga | Iulian Postelnicu | 8 martie 2017     |
| 149           | 6            | „FIFI, dracul și Tatiana (2)”      | Dragoș Buliga | Iulian Postelnicu | 9 martie 2017     |
| 150           | 7            | „Capra, șpaga și frizerul (1)”     | Dragoș Buliga | Iulian Postelnicu | 15 martie 2017    |
| 151           | 8            | „Capra, șpaga și frizerul (2)”     | Dragoș Buliga | Iulian Postelnicu | 16 martie 2017    |
| 152           | 9            | „Ce este viața? (1)”               | Dragoș Buliga | Adrian Văncică    | 22 martie 2017    |
| 153           | 10           | „Ce este viața? (2)”               | Dragoș Buliga | Adrian Văncică    | 23 martie 2017    |
| 154           | 11           | „Teroriștii (1)”                   | Dragoș Buliga | Adrian Văncică    | 29 martie 2017    |
| 155           | 12           | „Teroriștii (2)”                   | Dragoș Buliga | Adrian Văncică    | 30 martie 2017    |
| 156           | 13           | „Laserul (1)”                      | Dragoș Buliga | Dan Panaet        | 5 aprilie 2017    |
| 157           | 14           | „Laserul (2)”                      | Dragoș Buliga | Dan Panaet        | 6 aprilie 2017    |
| 158           | 15           | „Picăturile”                       | Dragoș Buliga | Adrian Văncică    | 12 aprilie 2017   |
| 159           | 16           | „Magicianul”                       | Dragoș Buliga | Dan Panaet        | 13 aprilie 2017   |
| 160           | 17           | „Eroul și Thailanda (1)”           | Dragoș Buliga | Adrian Văncică    | 19 aprilie 2017   |
| 161           | 18           | „Eroul și Thailanda (2)”           | Dragoș Buliga | Adrian Văncică    | 20 aprilie 2017   |
| 162           | 19           | „Spionul (1)”                      | Dragoș Buliga | Dan Panaet        | 26 aprilie 2017   |
| 163           | 20           | „Spionul (2)”                      | Dragoș Buliga | Dan Panaet        | 27 aprilie 2017   |
| 164           | 21           | „Groparul (1)”                     | Dragoș Buliga | Adrian Văncică    | 3 mai 2017        |
| 165           | 22           | „Groparul (2)”                     | Dragoș Buliga | Adrian Văncică    | 4 mai 2017        |
| 166           | 23           | „Vulpea (1)”                       | Dragoș Buliga | Iulian Postelnicu | 10 mai 2017       |
| 167           | 24           | „Vulpea (2)”                       | Dragoș Buliga | Iulian Postelnicu | 11 mai 2017       |
| 168           | 25           | „America și Groapa Marianelor (1)” | Dragoș Buliga | Mihai Bobonete    | 17 mai 2017       |
| 169           | 26           | „America și Groapa Marianelor (2)” | Dragoș Buliga | Mihai Bobonete    | 18 mai 2017       |
| 170           | 27           | „Eforie 2000 (1)”                  | Dragoș Buliga | Iulian Postelnicu | 24 mai 2017       |
| 171           | 28           | „Eforie 2000 (2)”                  | Dragoș Buliga | Iulian Postelnicu | 25 mai 2017       |
| 172           | 29           | „Spaidăr Men”                      | Dragoș Buliga | Leonid Doni       | 1 iunie 2017      |

### Sezonul 12
| Nr. în serial | Nr. în sezon | Titlu                       | Regizat de    | Scris de                       | Data difuzării     |
| ------------- | ------------ | --------------------------- | ------------- | ------------------------------ | ------------------ |
| 173           | 1            | „Sfârșitul Lumii”           | Dragoș Buliga | Iulian Postelnicu              | 12 septembrie 2017 |
| 174           | 2            | „Luminița”                  | Dragoș Buliga | Iulian Postelnicu              | 14 septembrie 2017 |
| 175           | 3            | „Porumbelul Păcii”          | Dragoș Buliga | Iulian Postelnicu              | 19 septembrie 2017 |
| 176           | 4            | „A Murit Rozina”            | Dragoș Buliga | Iulian Postelnicu              | 21 septembrie 2017 |
| 177           | 5            | „Cerșetorul”                | Dragoș Buliga | Iulian Postelnicu              | 26 septembrie 2017 |
| 178           | 6            | „Piramida lui Keops”        | Dragoș Buliga | Iulian Postelnicu              | 3 octombrie 2017   |
| 179           | 7            | „Colegul de armată”         | Dragoș Buliga | Adrian Văncică                 | 5 octombrie 2017   |
| 180           | 8            | „Varicela (1)”              | Dragoș Buliga | Adrian Văncică                 | 10 octombrie 2017  |
| 181           | 9            | „Varicela (2)”              | Dragoș Buliga | Adrian Văncică                 | 12 octombrie 2017  |
| 182           | 10           | „Fridăm”                    | Dragoș Buliga | Adrian Văncică                 | 17 octombrie 2017  |
| 183           | 11           | „Cosmonautul (1)”           | Dragoș Buliga | Adrian Văncică                 | 24 octombrie 2017  |
| 184           | 12           | „Cosmonautul (2)”           | Dragoș Buliga | Adrian Văncică                 | 26 octombrie 2017  |
| 185           | 13           | „Mama natură (1)”           | Dragoș Buliga | Adrian Văncică                 | 31 octombrie 2017  |
| 186           | 14           | „Mama natură (2)”           | Dragoș Buliga | Adrian Văncică                 | 2 noiembrie 2017   |
| 187           | 15           | „Cursa”                     | Dragoș Buliga | Adrian Văncică                 | 7 noiembrie 2017   |
| 188           | 16           | „Zsuzsanna Ziad”            | Dragoș Buliga | Leonid Doni, Iulian Postelnicu | 14 noiembrie 2017  |
| 189           | 17           | „Fălci”                     | Dragoș Buliga | Adrian Văncică                 | 16 noiembrie 2017  |
| 190           | 18           | „Rețeaua”                   | Dragoș Buliga | Adrian Văncică                 | 21 noiembrie 2017  |
| 191           | 19           | „Zacusca”                   | Dragoș Buliga | Adrian Văncică                 | 28 noiembrie 2017  |
| 192           | 20           | „Ucenicii lui Celentano”    | Dragoș Buliga | Adrian Văncică                 | 30 noiembrie 2017  |
| 193           | 21           | „Evaluarea”                 | Dragoș Buliga | Adrian Văncică                 | 5 decembrie 2017   |
| 194           | 22           | „Ceasul Biologic”           | Dragoș Buliga | Adrian Văncică                 | 7 decembrie 2017   |
| 195           | 23           | „Testul de inteligență (1)” | Dragoș Buliga | Dan Panaet                     | 11 decembrie 2017  |
| 196           | 24           | „Testul de inteligență (2)” | Dragoș Buliga | Dan Panaet                     | 12 decembrie 2017  |
| 197           | 25           | „Un Leu (1)”                | Dragoș Buliga | Adrian Văncică                 | 13 decembrie 2017  |
| 198           | 26           | „Un Leu (2)”                | Dragoș Buliga | Adrian Văncică                 | 13 decembrie 2017  |
| 199           | 27           | „Ajunul Crăciunului”        | Dragoș Buliga | Mimi Brănescu                  | 24 decembrie 2017  |

### Sezonul 13
| Nr. în serial | Nr. în sezon | Titlu                      | Regizat de    | Scris de      | Data difuzării    |
| ------------- | ------------ | -------------------------- | ------------- | ------------- | ----------------- |
| 200           | 1            | „Cavalerii de Logan (1)”   | Dragoș Buliga | Mimi Brănescu | 27 februarie 2018 |
| 201           | 2            | „Cavalerii de Logan (2)”   | Dragoș Buliga | Mimi Brănescu | 6 martie 2018     |
| 202           | 3            | „Impresarul”               | Dragoș Buliga | Mimi Brănescu | 8 martie 2018     |
| 203           | 4            | „Papagalul”                | Dragoș Buliga | Mimi Brănescu | 13 martie 2018    |
| 204           | 5            | „Pamela se întoarce”       | Dragoș Buliga | Mimi Brănescu | 15 martie 2018    |
| 205           | 6            | „Hipsterii”                | Dragoș Buliga | Mimi Brănescu | 20 martie 2018    |
| 206           | 7            | „Zombiu_Samuraiu_1979”     | Dragoș Buliga | Mimi Brănescu | 22 martie 2018    |
| 207           | 8            | „Moțul Fără Dar (1)”       | Dragoș Buliga | Mimi Brănescu | 27 martie 2018    |
| 208           | 9            | „Moțul Fără Dar (2)”       | Dragoș Buliga | Mimi Brănescu | 29 martie 2018    |
| 209           | 10           | „Hoțul de Biciclete (1)”   | Dragoș Buliga | Mimi Brănescu | 3 aprilie 2018    |
| 210           | 11           | „Hoțul de Biciclete (2)”   | Dragoș Buliga | Mimi Brănescu | 5 aprilie 2018    |
| 211           | 12           | „Fengșui”                  | Dragoș Buliga | Mimi Brănescu | 10 aprilie 2018   |
| 212           | 13           | „Nisipurile de Aur”        | Dragoș Buliga | Mimi Brănescu | 12 aprilie 2018   |
| 213           | 14           | „Vânătorul de Strigoi (1)” | Dragoș Buliga | Mimi Brănescu | 17 aprilie 2018   |
| 214           | 15           | „Vânătorul de Strigoi (2)” | Dragoș Buliga | Mimi Brănescu | 19 aprilie 2018   |
| 215           | 16           | „Goluța și Maimuța (1)”    | Dragoș Buliga | Mimi Brănescu | 24 aprilie 2018   |
| 216           | 17           | „Goluța și Maimuța (2)”    | Dragoș Buliga | Mimi Brănescu | 26 aprilie 2018   |
| 217           | 18           | „Cindarella (1)”           | Dragoș Buliga | Mimi Brănescu | 1 mai 2018        |
| 218           | 19           | „Cindarella (2)”           | Dragoș Buliga | Mimi Brănescu | 3 mai 2018        |
| 219           | 20           | „Alfredo (1)”              | Dragoș Buliga | Mimi Brănescu | 8 mai 2018        |
| 220           | 21           | „Alfredo (2)”              | Dragoș Buliga | Mimi Brănescu | 10 mai 2018       |
| 221           | 22           | „Full HD (1)”              | Dragoș Buliga | Mimi Brănescu | 15 mai 2018       |
| 222           | 23           | „Full HD (2)”              | Dragoș Buliga | Mimi Brănescu | 17 mai 2018       |
| 223           | 24           | „Șmecherezu' (1)”          | Dragoș Buliga | Mimi Brănescu | 22 mai 2018       |
| 224           | 25           | „Șmecherezu' (2)”          | Dragoș Buliga | Mimi Brănescu | 24 mai 2018       |
| 225           | 26           | „Bine, Bro! (1)”           | Dragoș Buliga | Mimi Brănescu | 29 mai 2018       |
| 226           | 27           | „Bine, Bro! (2)”           | Dragoș Buliga | Mimi Brănescu | 31 mai 2018       |
| 227           | 28           | „Numai aia după aia”       | Dragoș Buliga | Mimi Brănescu | 1 iunie 2018      |

### Sezonul 14
| Nr. în serial | Nr. în sezon | Titlu                        | Regizat de    | Scris de       | Data difuzării     |
| ------------- | ------------ | ---------------------------- | ------------- | -------------- | ------------------ |
| 228           | 1            | „Criza după 40 (1)”          | Dragoș Buliga | Mimi Brănescu  | 11 septembrie 2018 |
| 229           | 2            | „Criza după 40 (2)”          | Dragoș Buliga | Mimi Brănescu  | 13 septembrie 2018 |
| 230           | 3            | „Ziua lui Brânzoi (1)”       | Dragoș Buliga | Mimi Brănescu  | 18 septembrie 2018 |
| 231           | 4            | „Ziua lui Brânzoi (2)”       | Dragoș Buliga | Mimi Brănescu  | 20 septembrie 2018 |
| 232           | 5            | „Tigrul și pupăza (1)”       | Dragoș Buliga | Mimi Brănescu  | 25 septembrie 2018 |
| 233           | 6            | „Tigrul și pupăza (2)”       | Dragoș Buliga | Mimi Brănescu  | 27 septembrie 2018 |
| 234           | 7            | „Buchetul de mireasă (1)”    | Dragoș Buliga | Mimi Brănescu  | 2 octombrie 2018   |
| 235           | 8            | „Buchetul de mireasă (2)”    | Dragoș Buliga | Mimi Brănescu  | 4 octombrie 2018   |
| 236           | 9            | „Carnetul de securist (1)”   | Dragoș Buliga | Mimi Brănescu  | 9 octombrie 2018   |
| 237           | 10           | „Carnetul de securist (2)”   | Dragoș Buliga | Mimi Brănescu  | 11 octombrie 2018  |
| 238           | 11           | „Robi și șpaga (1)”          | Dragoș Buliga | Mimi Brănescu  | 16 octombrie 2018  |
| 239           | 12           | „Robi și șpaga (2)”          | Dragoș Buliga | Mimi Brănescu  | 18 octombrie 2018  |
| 240           | 13           | „Stop Buling (1)”            | Dragoș Buliga | Mimi Brănescu  | 23 octombrie 2018  |
| 241           | 14           | „Stop Buling (2)”            | Dragoș Buliga | Mimi Brănescu  | 25 octombrie 2018  |
| 242           | 15           | „Dorel Milionarul (1)”       | Dragoș Buliga | Mimi Brănescu  | 30 octombrie 2018  |
| 243           | 16           | „Dorel Milionarul (2)”       | Dragoș Buliga | Mimi Brănescu  | 1 noiembrie 2018   |
| 244           | 17           | „Gușterii lu` Rață (1)”      | Dragoș Buliga | Mimi Brănescu  | 6 noiembrie 2018   |
| 245           | 18           | „Gușterii lu` Rață (2)”      | Dragoș Buliga | Mimi Brănescu  | 8 noiembrie 2018   |
| 246           | 19           | „Vasile Misionarul (1)”      | Dragoș Buliga | Mimi Brănescu  | 13 noiembrie 2018  |
| 247           | 20           | „Vasile Misionarul (2)”      | Dragoș Buliga | Mimi Brănescu  | 15 noiembrie 2018  |
| 248           | 21           | „Cadoul”                     | Dragoș Buliga | Leonid Doni    | 20 noiembrie 2018  |
| 249           | 22           | „Ceasul rău, găina neagră!”  | Dragoș Buliga | Leonid Doni    | 22 noiembrie 2018  |
| 250           | 23           | „Rață Finlandezu` (1)”       | Dragoș Buliga | Mimi Brănescu  | 27 noiembrie 2018  |
| 251           | 24           | „Rață Finlandezu` (2)”       | Dragoș Buliga | Mimi Brănescu  | 29 noiembrie 2018  |
| 252           | 25           | „Omega și Pehașu` (1)”       | Dragoș Buliga | Mimi Brănescu  | 4 decembrie 2018   |
| 253           | 26           | „Omega și Pehașu` (2)”       | Dragoș Buliga | Mimi Brănescu  | 6 decembrie 2018   |
| 254           | 27           | „Ediție Specială de Crăciun” | Dragoș Buliga | Adrian Văncică | 24 decembrie 2018  |

### Sezonul 15
| Nr. în serial | Nr. în sezon | Titlu                                | Regizat de    | Scris de                        | Data difuzării    |
| ------------- | ------------ | ------------------------------------ | ------------- | ------------------------------- | ----------------- |
| 255           | 1            | „Concediul (1)”                      | Dragoș Buliga | Dan Panaet                      | 29 ianuarie 2019  |
| 256           | 2            | „Concediul (2)”                      | Dragoș Buliga | Dan Panaet                      | 30 ianuarie 2019  |
| 257           | 3            | „Burebista”                          | Dragoș Buliga | Leonid Doni                     | 31 ianuarie 2019  |
| 258           | 4            | „Moaștele lui Kamasutra (1)”         | Dragoș Buliga | Mihai Bobonete & Mihai Rait     | 5 februarie 2019  |
| 259           | 5            | „Moaștele lui Kamasutra (2)”         | Dragoș Buliga | Mihai Bobonete & Mihai Rait     | 6 februarie 2019  |
| 260           | 6            | „Cascadorii”                         | Dragoș Buliga | Leonid Doni                     | 7 februarie 2019  |
| 261           | 7            | „Pensionarul (1)”                    | Dragoș Buliga | Dan Panaet                      | 12 februarie 2019 |
| 262           | 8            | „Pensionarul (2)”                    | Dragoș Buliga | Dan Panaet                      | 13 februarie 2019 |
| 263           | 9            | „Lecția de italiană”                 | Dragoș Buliga | Dan Panaet                      | 14 februarie 2019 |
| 264           | 10           | „Floare de colț (1)”                 | Dragoș Buliga | Adrian Văncică                  | 19 februarie 2019 |
| 265           | 11           | „Floare de colț (2)”                 | Dragoș Buliga | Adrian Văncică                  | 20 februarie 2019 |
| 266           | 12           | „Floare de colț (3)”                 | Dragoș Buliga | Adrian Văncică                  | 21 februarie 2019 |
| 267           | 13           | „Pistolarii (1)”                     | Dragoș Buliga | Dan Panaet                      | 26 februarie 2019 |
| 268           | 14           | „Pistolarii (2)”                     | Dragoș Buliga | Dan Panaet                      | 27 februarie 2019 |
| 269           | 15           | „Crema”                              | Dragoș Buliga | Leonid Doni & Iulian Postelnicu | 28 februarie 2019 |
| 270           | 16           | „Visuri la cheie (1)”                | Dragoș Buliga | Leonid Doni & Iulian Postelnicu | 5 martie 2019     |
| 271           | 17           | „Visuri la cheie (2)”                | Dragoș Buliga | Leonid Doni & Iulian Postelnicu | 6 martie 2019     |
| 272           | 18           | „Șoarecii”                           | Dragoș Buliga | Leonid Doni & Iulian Postelnicu | 7 martie 2019     |
| 273           | 19           | „Mona, Pastorul și Diploma (1)”      | Dragoș Buliga | Adrian Văncică                  | 12 martie 2019    |
| 274           | 20           | „Mona, Pastorul și Diploma (2)”      | Dragoș Buliga | Adrian Văncică                  | 13 martie 2019    |
| 275           | 21           | „Trofeul”                            | Dragoș Buliga | Leonid Doni & Iulian Postelnicu | 14 martie 2019    |
| 276           | 22           | „Chelia (1)”                         | Dragoș Buliga | Adrian Văncică                  | 19 martie 2019    |
| 277           | 23           | „Chelia (2)”                         | Dragoș Buliga | Adrian Văncică                  | 20 martie 2019    |
| 278           | 24           | „Șmecherul”                          | Dragoș Buliga | Leonid Doni & Iulian Postelnicu | 21 martie 2019    |
| 279           | 25           | „Țara ciorapilor (1)”                | Dragoș Buliga | Adrian Văncică                  | 26 martie 2019    |
| 280           | 26           | „Țara ciorapilor (2)”                | Dragoș Buliga | Adrian Văncică                  | 27 martie 2019    |
| 281           | 27           | „"Ce face" băieții?”                 | Dragoș Buliga | Adrian Văncică                  | 28 martie 2019    |
| 282           | 28           | „Meciul (1)”                         | Dragoș Buliga | Leonid Doni & Iulian Postelnicu | 2 aprilie 2019    |
| 283           | 29           | „Meciul (2)”                         | Dragoș Buliga | Leonid Doni & Iulian Postelnicu | 3 aprilie 2019    |
| 284           | 30           | „Cavoul”                             | Dragoș Buliga | Dan Panaet                      | 4 aprilie 2019    |
| 285           | 31           | „Gianibal (1)”                       | Dragoș Buliga | Dan Panaet                      | 9 aprilie 2019    |
| 286           | 32           | „Gianibal (2)”                       | Dragoș Buliga | Dan Panaet                      | 10 aprilie 2019   |
| 287           | 33           | „Pianistul”                          | Dragoș Buliga | Leonid Doni & Iulian Postelnicu | 11 aprilie 2019   |
| 288           | 34           | „O clipă de eternitate (1)”          | Dragoș Buliga | Mimi Brănescu                   | 16 aprilie 2019   |
| 289           | 35           | „O clipă de eternitate (2)”          | Dragoș Buliga | Mimi Brănescu                   | 17 aprilie 2019   |
| 290           | 36           | „O clipă de eternitate (3)”          | Dragoș Buliga | Mimi Brănescu                   | 18 aprilie 2019   |
| 291           | 37           | „Jaf armat (1)”                      | Dragoș Buliga | Mihai Bobonete                  | 23 aprilie 2019   |
| 292           | 38           | „Jaf armat (2)”                      | Dragoș Buliga | Mihai Bobonete                  | 24 aprilie 2019   |
| 293           | 39           | „Dalida se mărită”                   | Dragoș Buliga | Mimi Brănescu                   | 25 aprilie 2019   |
| 294           | 40           | „Virginul, usturoiul & cârnații (1)” | Dragoș Buliga | Adrian Văncică                  | 30 aprilie 2019   |
| 295           | 41           | „Virginul, usturoiul & cârnații (2)” | Dragoș Buliga | Adrian Văncică                  | 1 mai 2019        |
| 296           | 42           | „Parașutiștii”                       | Dragoș Buliga | Leonid Doni & Iulian Postelnicu | 2 mai 2019        |
| 297           | 43           | „Panoul electoral (1)”               | Dragoș Buliga | Mimi Brănescu                   | 7 mai 2019        |
| 298           | 44           | „Panoul electoral (2)”               | Dragoș Buliga | Mimi Brănescu                   | 8 mai 2019        |
| 299           | 45           | „Panoul electoral (3)”               | Dragoș Buliga | Mimi Brănescu                   | 9 mai 2019        |
| 300           | 46           | „Parcul de distracții (1)”           | Dragoș Buliga | Dragoș Mușat                    | 14 mai 2019       |
| 301           | 47           | „Parcul de distracții (2)”           | Dragoș Buliga | Dragoș Mușat                    | 15 mai 2019       |
| 302           | 48           | „Miss Ialomița”                      | Dragoș Buliga | Leonid Doni & Iulian Postelnicu | 16 mai 2019       |
| 303           | 49           | „La cules de râme (1)”               | Dragoș Buliga | Mimi Brănescu                   | 21 mai 2019       |
| 304           | 50           | „La cules de râme (2)”               | Dragoș Buliga | Mimi Brănescu                   | 22 mai 2019       |
| 305           | 51           | „La cules de râme (3)”               | Dragoș Buliga | Mimi Brănescu                   | 23 mai 2019       |

### Sezonul 16
| Nr. în serial | Nr. în sezon | Titlu                            | Regizat de                    | Scris de       | Data difuzării     |
| ------------- | ------------ | -------------------------------- | ----------------------------- | -------------- | ------------------ |
| 306           | 1            | „Robi miliardarul (1)”           | Gabriel Achim & Dragoș Buliga | Mimi Brănescu  | 10 septembrie 2019 |
| 307           | 2            | „Robi miliardarul (2)”           | Gabriel Achim & Dragoș Buliga | Mimi Brănescu  | 12 septembrie 2019 |
| 308           | 3            | „Robi miliardarul (3)”           | Gabriel Achim & Dragoș Buliga | Mimi Brănescu  | 17 septembrie 2019 |
| 309           | 4            | „Testamentul”                    | Gabriel Achim & Dragoș Buliga | Leonid Doni    | 19 septembrie 2019 |
| 310           | 5            | „Ce-ai făcut Bobiță (1)”         | Gabriel Achim & Dragoș Buliga | Mimi Brănescu  | 24 septembrie 2019 |
| 311           | 6            | „Ce-ai făcut Bobiță (2)”         | Gabriel Achim & Dragoș Buliga | Mimi Brănescu  | 26 septembrie 2019 |
| 312           | 7            | „Știu ce-ai făcut aseară (1)”    | Gabriel Achim & Dragoș Buliga | Adrian Văncică | 1 octombrie 2019   |
| 313           | 8            | „Știu ce-ai făcut aseară (2)”    | Gabriel Achim & Dragoș Buliga | Adrian Văncică | 3 octombrie 2019   |
| 314           | 9            | „Dragoste pe datorie”            | Gabriel Achim & Dragoș Buliga | Leonid Doni    | 8 octombrie 2019   |
| 315           | 10           | „Manevra lui Vasile (1)”         | Gabriel Achim & Dragoș Buliga | Mimi Brănescu  | 15 octombrie 2019  |
| 316           | 11           | „Manevra lui Vasile (2)”         | Gabriel Achim & Dragoș Buliga | Mimi Brănescu  | 17 octombrie 2019  |
| 317           | 12           | „Motorul Economiei (1)”          | Gabriel Achim & Dragoș Buliga | Adrian Văncică | 22 octombrie 2019  |
| 318           | 13           | „Motorul Economiei (2)”          | Gabriel Achim & Dragoș Buliga | Adrian Văncică | 24 octombrie 2019  |
| 319           | 14           | „Cade Partidul (1)”              | Gabriel Achim & Dragoș Buliga | Mimi Brănescu  | 29 octombrie 2019  |
| 320           | 15           | „Cade Partidul (2)”              | Gabriel Achim & Dragoș Buliga | Mimi Brănescu  | 31 octombrie 2019  |
| 321           | 16           | „Sport, Plăcinte si Cultura (1)” | Gabriel Achim & Dragoș Buliga | Mimi Brănescu  | 5 noiembrie 2019   |
| 322           | 17           | „Sport, Plăcinte si Cultura (2)” | Gabriel Achim & Dragoș Buliga | Mimi Brănescu  | 7 noiembrie 2019   |
| 323           | 18           | „Îndrăgostitul”                  | Gabriel Achim & Dragoș Buliga | Leonid Doni    | 12 noiembrie 2019  |
| 324           | 19           | „Rață, Cap de Piatră! (1)”       | Gabriel Achim & Dragoș Buliga | Mimi Brănescu  | 19 noiembrie 2019  |
| 325           | 20           | „Rață, Cap de Piatră! (2)”       | Gabriel Achim & Dragoș Buliga | Mimi Brănescu  | 21 noiembrie 2019  |
| 326           | 21           | „15 Bile Negre (1)”              | Gabriel Achim & Dragoș Buliga | Mimi Brănescu  | 26 noiembrie 2019  |
| 327           | 22           | „15 Bile Negre (2)”              | Gabriel Achim & Dragoș Buliga | Mimi Brănescu  | 28 noiembrie 2019  |
| 328           | 23           | „Inelul (1)”                     | Gabriel Achim & Dragoș Buliga | Adrian Văncică | 3 decembrie 2019   |
| 329           | 24           | „Inelul (2)”                     | Gabriel Achim & Dragoș Buliga | Adrian Văncică | 5 decembrie 2019   |
| 330           | 25           | „Magia Dalidei (1)”              | Gabriel Achim & Dragoș Buliga | Mimi Brănescu  | 10 decembrie 2019  |
| 331           | 26           | „Magia Dalidei (2)”              | Gabriel Achim & Dragoș Buliga | Mimi Brănescu  | 12 decembrie 2019  |
| 332           | 27           | „Episod de Craciun”              | Gabriel Achim & Dragoș Buliga | Adrian Văncică | 24 decembrie 2019  |

### Sezonul 17
| Nr. în serial | Nr. în sezon | Titlu                      | Regizat de                    | Scris de       | Data difuzării    |
| ------------- | ------------ | -------------------------- | ----------------------------- | -------------- | ----------------- |
| 333           | 1            | „Penelopa (1)”             | Gabriel Achim & Dragoș Buliga | Mimi Brănescu  | 4 februarie 2020  |
| 334           | 2            | „Penelopa (2)”             | Gabriel Achim & Dragoș Buliga | Mimi Brănescu  | 6 februarie 2020  |
| 335           | 3            | „Măseaua de Minte”         | Gabriel Achim & Dragoș Buliga | Dan Chiriac    | 11 februarie 2020 |
| 336           | 4            | „Copilul cu trei tați”     | Gabriel Achim & Dragoș Buliga | Adrian Văncică | 13 februarie 2020 |
| 337           | 5            | „Parpalacul”               | Gabriel Achim & Dragoș Buliga | Dan Chiriac    | 18 februarie 2020 |
| 338           | 6            | „Helanca roșie”            | Gabriel Achim & Dragoș Buliga | Dan Chiriac    | 20 februarie 2020 |
| 339           | 7            | „Petrecerea lui Giani (1)” | Gabriel Achim & Dragoș Buliga | N/A            | 25 februarie 2020 |
| 340           | 8            | „Petrecerea lui Giani (2)” | Gabriel Achim & Dragoș Buliga | N/A            | 27 februarie 2020 |
| 341           | 9            | „Ohoo (1)”                 | Gabriel Achim & Dragoș Buliga | N/A            | 3 martie 2020     |
| 342           | 10           | „Ohoo (2)”                 | Gabriel Achim & Dragoș Buliga | N/A            | 5 martie 2020     |
| 343           | 11           | „Despina (1)”              | Gabriel Achim & Dragoș Buliga | N/A            | 10 martie 2020    |
| 344           | 12           | „Despina (2)”              | Gabriel Achim & Dragoș Buliga | N/A            | 12 martie 2020    |
| 345           | 13           | „Restaurantul Japonez (1)” | Gabriel Achim & Dragoș Buliga | Mimi Brănescu  | 17 martie 2020    |
| 346           | 14           | „Restaurantul Japonez (2)” | Gabriel Achim & Dragoș Buliga | Mimi Brănescu  | 19 martie 2020    |
| 347           | 15           | „Restaurantul Japonez (3)” | Gabriel Achim & Dragoș Buliga | Mimi Brănescu  | 23 martie 2020    |

### Sezonul 18
| Nr. în serial | Nr. în sezon | Titlu                          | Regizat de                    | Scris de      | Data difuzării     |
| ------------- | ------------ | ------------------------------ | ----------------------------- | ------------- | ------------------ |
| 348           | 1            | „Comisia de depresie (1)”      | Gabriel Achim & Dragoș Buliga | Mimi Brănescu | 7 septembrie 2020  |
| 348           | 2            | „Comisia de depresie (2)”      | Gabriel Achim & Dragoș Buliga | Mimi Brănescu | 8 septembrie 2020  |
| 349           | 3            | „Comisia de depresie (3)”      | Gabriel Achim & Dragoș Buliga | Mimi Brănescu | 10 septembrie 2020 |
| 350           | 4            | „Puf si Lux (1)”               | Gabriel Achim & Dragoș Buliga | Mimi Brănescu | 15 septembrie 2020 |
| 351           | 5            | „Puf si Lux (2)”               | Gabriel Achim & Dragoș Buliga | Mimi Brănescu | 17 septembrie 2020 |
| 352           | 6            | „Crima din Fierbinti”          | Gabriel Achim & Dragoș Buliga | Mimi Brănescu | 22 septembrie 2020 |
| 353           | 7            | „Alegerile”                    | Gabriel Achim & Dragoș Buliga | Mimi Brănescu | 24 septembrie 2020 |
| 354           | 8            | „Frate ca al meu (1)”          | Gabriel Achim & Dragoș Buliga | Mimi Brănescu | 29 septembrie 2020 |
| 355           | 9            | „Frate ca al meu (2)”          | Gabriel Achim & Dragoș Buliga | Mimi Brănescu | 1 octombrie 2020   |
| 356           | 10           | „Concurența”                   | Gabriel Achim & Dragoș Buliga | Mimi Brănescu | 6 octombrie 2020   |
| 357           | 11           | „Abonatul nu raspunde (1)”     | Gabriel Achim & Dragoș Buliga | Mimi Brănescu | 8 octombrie 2020   |
| 358           | 12           | „Abonatul nu raspunde (2)”     | Gabriel Achim & Dragoș Buliga | Mimi Brănescu | 13 octombrie 2020  |
| 359           | 13           | „Abonatul nu raspunde (3)”     | Gabriel Achim & Dragoș Buliga | Mimi Brănescu | 15 octombrie 2020  |
| 360           | 14           | „Norocosul (1)”                | Gabriel Achim & Dragoș Buliga | Mimi Brănescu | 20 octombrie 2020  |
| 361           | 15           | „Norocosul (2)”                | Gabriel Achim & Dragoș Buliga | Mimi Brănescu | 22 octombrie 2020  |
| 362           | 16           | „Atentie la satelit (1)”       | Gabriel Achim & Dragoș Buliga | Mimi Brănescu | 27 octombrie 2020  |
| 363           | 17           | „Atentie la satelit (2)”       | Gabriel Achim & Dragoș Buliga | Mimi Brănescu | 29 octombrie 2020  |
| 364           | 18           | „Semeseurile (1)”              | Gabriel Achim & Dragoș Buliga | Mimi Brănescu | 3 noiembrie 2020   |
| 365           | 19           | „Semeseurile (2)”              | Gabriel Achim & Dragoș Buliga | Mimi Brănescu | 5 noiembrie 2020   |
| 366           | 20           | „Gaina scoala si consola (1)”  | Gabriel Achim & Dragoș Buliga | Mimi Brănescu | 10 noiembrie 2020  |
| 367           | 21           | „Gaina scoala si consola (2)”  | Gabriel Achim & Dragoș Buliga | Mimi Brănescu | 12 noiembrie 2020  |
| 368           | 22           | „Talabosul”                    | Gabriel Achim & Dragoș Buliga | Mimi Brănescu | 17 noiembrie 2020  |
| 369           | 23           | „Manevra”                      | Gabriel Achim & Dragoș Buliga | Mimi Brănescu | 19 noiembrie 2020  |
| 370           | 24           | „Adio, mama soacra (1)”        | Gabriel Achim & Dragoș Buliga | Mimi Brănescu | 24 noiembrie 2020  |
| 371           | 25           | „Adio, mama soacra (2)”        | Gabriel Achim & Dragoș Buliga | Mimi Brănescu | 26 noiembrie 2020  |
| 372           | 26           | „Episod Special (1 Decembrie)” | Gabriel Achim & Dragoș Buliga | Mimi Brănescu | 1 decembrie 2020   |
| 373           | 27           | „Autostrada”                   | Gabriel Achim & Dragoș Buliga | Mimi Brănescu | 3 decembrie 2020   |
| 374           | 28           | „Lectia de smecherie (1)”      | Gabriel Achim & Dragoș Buliga | Mimi Brănescu | 8 decembrie 2020   |
| 375           | 29           | „Lectia de smecherie (2)”      | Gabriel Achim & Dragoș Buliga | Mimi Brănescu | 10 decembrie 2020  |
| 376           | 30           | „Balaurul (1)”                 | Gabriel Achim & Dragoș Buliga | Mimi Brănescu | 15 decembrie 2020  |
| 377           | 31           | „Balaurul (2)”                 | Gabriel Achim & Dragoș Buliga | Mimi Brănescu | 17 decembrie 2020  |
| 378           | 32           | „Episod Special de Craciun”    | Gabriel Achim & Dragoș Buliga | Mimi Brănescu | 24 decembrie 2020  |
| 379           | 33           | „Traditii”                     | Gabriel Achim & Dragoș Buliga | Mimi Brănescu | 31 decembrie 2020  |

### Sezonul 19
| Nr. în serial | Nr. în sezon | Titlu                               | Regizat de                    | Scris de        | Data difuzării    |
| ------------- | ------------ | ----------------------------------- | ----------------------------- | --------------- | ----------------- |
| 380           | 1            | „Poliția te veghează (1)”           | Gabriel Achim & Dragoș Buliga | Mimi Brănescu   | 2 februarie 2021  |
| 381           | 2            | „Poliția te veghează (2)”           | Gabriel Achim & Dragoș Buliga | Mimi Brănescu   | 4 februarie 2021  |
| 382           | 3            | „Cobza nu-i ca madolina (1)”        | Gabriel Achim & Dragoș Buliga | Mimi Brănescu   | 9 februarie 2021  |
| 383           | 4            | „Cobza nu-i ca madolina (2)”        | Gabriel Achim & Dragoș Buliga | Mimi Brănescu   | 11 februarie 2021 |
| 384           | 5            | „Istoria (1)”                       | Gabriel Achim & Dragoș Buliga | Mimi Brănescu   | 16 februarie 2021 |
| 385           | 6            | „Istoria (2)”                       | Gabriel Achim & Dragoș Buliga | Mimi Brănescu   | 18 februarie 2021 |
| 386           | 7            | „Supravietuitorul (1)”              | Gabriel Achim & Dragoș Buliga | Mimi Brănescu   | 23 februarie 2021 |
| 387           | 8            | „Supravietuitorul (2)”              | Gabriel Achim & Dragoș Buliga | Mimi Brănescu   | 25 februarie 2021 |
| 388           | 9            | „Papagalul (1)”                     | Gabriel Achim & Dragoș Buliga | Mimi Brănescu   | 2 martie 2021     |
| 389           | 10           | „Papagalul (2)”                     | Gabriel Achim & Dragoș Buliga | Mimi Brănescu   | 4 martie 2021     |
| 390           | 11           | „La Păcănele (1)”                   | Gabriel Achim & Dragoș Buliga | Mimi Brănescu   | 9 martie 2021     |
| 391           | 12           | „La Păcănele (2)”                   | Gabriel Achim & Dragoș Buliga | Mimi Brănescu   | 11 martie 2021    |
| 392           | 13           | „Taxiul (1)”                        | Gabriel Achim & Dragoș Buliga | Mimi Brănescu   | 16 martie 2021    |
| 393           | 14           | „Taxiul (2)”                        | Gabriel Achim & Dragoș Buliga | Mimi Brănescu   | 18 martie 2021    |
| 394           | 15           | „Piscina”                           | Gabriel Achim & Dragoș Buliga | Mimi Brănescu   | 23 martie 2021    |
| 395           | 16           | „Marele Boss”                       | Gabriel Achim & Dragoș Buliga | Mimi Brănescu   | 25 martie 2021    |
| 396           | 17           | „Rulota”                            | Gabriel Achim & Dragoș Buliga | Mimi Brănescu   | 30 martie 2021    |
| 397           | 18           | „Concursul”                         | Gabriel Achim & Dragoș Buliga | Mimi Brănescu   | 1 aprilie 2021    |
| 398           | 19           | „Ore suplimentare”                  | Gabriel Achim & Dragoș Buliga | Adrian Văncică  | 6 aprilie 2021    |
| 399           | 20           | „Hai la București”                  | Gabriel Achim & Dragoș Buliga | Adrian Văncică  | 8 aprilie 2021    |
| 400           | 21           | „Magia ciocanului”                  | Gabriel Achim & Dragoș Buliga | Adrian Văncică  | 13 aprilie 2021   |
| 401           | 22           | „Iutubării”                         | Gabriel Achim & Dragoș Buliga | Adrian Văncică  | 15 aprilie 2021   |
| 402           | 23           | „Dorințe ascunse (1)”               | Gabriel Achim & Dragoș Buliga | Adrian Văncică  | 20 aprilie 2021   |
| 403           | 24           | „Dorințe ascunse (2)”               | Gabriel Achim & Dragoș Buliga | Adrian Văncică  | 22 aprilie 2021   |
| 404           | 25           | „Plictiseala, gardul și inelul (1)” | Gabriel Achim & Dragoș Buliga | Adrian Văncică  | 27 aprilie 2021   |
| 405           | 26           | „Plictiseala, gardul și inelul (2)” | Gabriel Achim & Dragoș Buliga | Adrian Văncică  | 29 aprilie 2021   |
| 406           | 27           | „Bradul argintiu (1)”               | Gabriel Achim & Dragoș Buliga | Adrian Văncică  | 4 mai 2021        |
| 407           | 28           | „Bradul argintiu (2)”               | Gabriel Achim & Dragoș Buliga | Adrian Văncică  | 6 mai 2021        |
| 408           | 29           | „Fantoma (1)”                       | Gabriel Achim & Dragoș Buliga | Adrian Văncică  | 11 mai 2021       |
| 409           | 30           | „Fantoma (2)”                       | Gabriel Achim & Dragoș Buliga | Adrian Văncică  | 13 mai 2021       |
| 410           | 31           | „Casetofonul”                       | Gabriel Achim & Dragoș Buliga | Adrian Văncică  | 18 mai 2021       |
| 411           | 32           | „Europa digitală”                   | Gabriel Achim & Dragoș Buliga | Adrian Văncică  | 20 mai 2021       |
| 412           | 33           | „Cupa Fierbințiului”                | Gabriel Achim & Dragoș Buliga | Adrian Văncică  | 25 mai 2021       |
| 413           | 34           | „Hoțul care n-a furat”              | Gabriel Achim & Dragoș Buliga | Cătălin Babliuc | 27 mai 2021       |

### Sezonul 20
| Nr. în serial | Nr. în sezon | Titlu                        | Regizat de                    | Scris de       | Data difuzării     |
| ------------- | ------------ | ---------------------------- | ----------------------------- | -------------- | ------------------ |
| 414           | 1            | „Numerele (1)”               | Gabriel Achim & Dragoș Buliga | Adrian Văncică | 6 septembrie 2021  |
| 415           | 2            | „Numerele (2)”               | Gabriel Achim & Dragoș Buliga | Adrian Văncică | 7 septembrie 2021  |
| 416           | 3            | „Robi și urmașii (1)”        | Gabriel Achim & Dragoș Buliga | Leonid Doni    | 8 septembrie 2021  |
| 417           | 4            | „Robi și urmașii (2)”        | Gabriel Achim & Dragoș Buliga | Leonid Doni    | 9 septembrie 2021  |
| 418           | 5            | „Emanciparea bărbatului (1)” | Gabriel Achim & Dragoș Buliga | Mimi Brănescu  | 13 septembrie 2021 |
| 419           | 6            | „Emanciparea bărbatului (2)” | Gabriel Achim & Dragoș Buliga | Mimi Brănescu  | 14 septembrie 2021 |

### Sezonul 24
| Nr. in Serial | Nr. in Sezon | Titlu                             | Data Difuzarii    |
| ------------- | ------------ | --------------------------------- | ----------------- |
|               | 1            | ROM SPORTIV – PARTEA I            | 13 februarie 2024 |
|               | 2            | ROM SPORTIV – PARTEA II           | 13 februarie 2024 |
|               | 3            | MOSTENIREA                        | 15 februarie 2024 |
|               | 4            | SOACRA LUI CELENTANO: PARTEA I    | 20 februarie 2024 |
|               | 5            | SOACRA LUI CELENTANO: PARTEA II   | 21 februarie 2024 |
|               | 6            | FOBIA                             | 22 februarie 2024 |
|               | 7            | Spaga: Partea I                   |                   |
|               | 8            | Spaga: Partea 2                   |                   |
|               | 9            | Biletul la loto                   |                   |
|               | 10           | Cultura la sat: Partea I          |                   |
|               | 11           | Cultura la sat: Partea II         |                   |
|               | 12           | Stegulete                         |                   |
|               | 13           | Anunaki: Partea I                 |                   |
|               | 14           | Anunaki: Partea II                |                   |
|               | 15           | Alegeri la borcan                 |                   |
|               | 16           | Costinela: Partea I               |                   |
|               | 17           | Costinela: Partea II              | 18 martie 2024    |
|               | 18           | Capsula timpului                  |                   |
|               | 19           | Camera de supraveghere: Partea I  |                   |
|               | 20           | Camera de supraveghere: Partea II |                   |
|               | 21           | Clovnul                           |                   |
|               | 22           | Extinctoare de vanzare            |                   |
|               | 23           | Buturugile: Partea I              |                   |
|               | 24           | Buturugile: Partea II             |                   |
|               | 25           | Afacerea                          |                   |
|               | 26           | Pretendentul: Partea I            |                   |
|               | 27           | Pretendentul: Partea II           |                   |
|               | 28           | Ce fel de barbat sunt: Partea I   |                   |
|               | 29           | Ce fel de barbat sunt: Partea II  |                   |
|               | 30           | Psiholog de cuplu                 |                   |

### Sezonul 27
| Nr. in Serial | Nr. in Sezon | Titlu                          | Data Difuzarii    |
| ------------- | ------------ | ------------------------------ | ----------------- |
| 672           | 1            | Doctorul Dorel partea 1        | 11 februarie 2025 |
| 673           | 2            | Doctorul Dorel partea 2        | 12 februarie 2025 |
| 674           | 3            | Mafia din Urziceni             | 13 februarie 2025 |
| 675           | 4            | Excursia partea 1              | 18 februarie 2025 |
| 676           | 5            | Excursia partea 2              | 19 februarie 2025 |
| 677           | 6            | Glamping                       | 20 februarie 2025 |
| 678           | 7            | Cip-ul partea 1                | 25 februarie 2025 |
| 679           | 8            | Cip-ul partea 2                | 26 februarie 2025 |
| 680           | 9            | Viață dublă                    | 27 februarie 2025 |
| 681           | 10           | Aruncarea cu ciocanul partea 1 | 4 martie 2025     |
| 682           | 11           | Aruncarea cu ciocanul partea 2 | 5 martie 2025     |
| 683           | 12           | Ziua lui Firicel               | 6 martie 2025     |
| 684           | 13           | Impozitul partea 1             | 11 martie 2025    |
| 685           | 14           | Impoozitul partea 2            | 12 martie 2025    |
| 686           | 15           | Viperele                       | 13 martie 2025    |
| 687           | 16           | Bariera partea 1               | 18 martie 2025    |
| 688           | 17           | Bariera partea 2               | 19 martie 2025    |
| 689           | 18           | În așteptare                   | 20 martie 2025    |
| 690           | 19           | Valiza partea 1                | 25 martie 2025    |
| 691           | 20           | Valiza partea 2                | 26 martie 2025    |
| 692           | 21           | Legea universului              | 27 martie 2025    |
| 693           | 22           | Ura partea 1                   | 1 aprilie 2025    |
| 694           | 23           | Ura partea 2                   | 2 aprilie 2025    |
| 695           | 24           | Criogenizarea                  | 3 aprilie 2025    |
| 696           | 25           | Avocatul partea 1              | 8 aprilie 2025    |
| 697           | 26           | Avocatul partea 2              | 9 aprilie 2025    |
| 698           | 27           | Cașul                          | 10 aprilie 2025   |
| 699           | 28           | Cultura partea 1               | 15 aprilie 2025   |
| 700           | 29           | Cultura partea 2               | 16 aprilie 2025   |
| 701           | 30           | Imobiliare                     | 17 aprilie 2025   |
| 702           | 31           | Recucerește-mă partea 1        | 22 aprilie 2025   |
| 703           | 32           | Recucerește-mă partea 2        | 23 aprilie 2025   |
| 704           | 33           | Înfrățirea                     | 24 aprilie 2025   |
| 705           | 34           | Ziua de salariu partea 1       | 29 aprilie 2025   |
| 706           | 35           | Ziua de salariu partea 2       | 30 aprilie 2025   |
| 707           | 36           | Prințesa africană              | 1 mai 2025        |
| 708           | 37           | Sub acoperire partea 1         | 6 mai 2025        |
| 709           | 38           | Sub acoperire partea 2         | 7 mai 2025        |
| 710           | 39           | Donatorul                      | 8 mai 2025        |
| 711           | 40           | O viață mai bună partea 1      | 12 mai 2025       |
| 712           | 41           | O viață mai bună partea 2      | 13 mai 2025       |
| 713           | 42           | Filozoful partea 1             | 14 mai 2025       |
| 714           | 43           | Filozoful partea 2             | 15 mai 2025       |
| 715           | 44           | Maimuța lui Dorel partea 1     | 19 mai 2025       |
| 716           | 45           | Maimuța lui Dorel partea 2     | 20 mai 2024       |
| 717           | 46           | Păianjenul                     | 21 mai 2025       |
| 718           | 47           | Perlele                        | 22 mai 2025       |